# Alamo Bowl (1947)
Ne doit pas être confondu avec les éditions annuelles de l'Alamo Bowl moderne, joué depuis 1993.
Il n'y a eu qu'une seule édition de l'Alamo Bowl de 1947 lequel est tout à fait étranger aux Alamo Bowls joués annuellement depuis 1993.
Ce seul et unique match a été reporté de trois jours à cause d'une tempête de neige. Il fut finalement joué le 4 janvier 1947 sous une température d'à peine −4 °C (25 °F) dans l'Alamo Stadium de San Antonio dans l'état du Texas aux États-Unis.

## Le match
Il met en présence :
- l'université de Hardin-Simmons située à Abilene dans le Texas  et issue de la Border Intercollegiate Athletic Association (BIAA) : 11 victoires et aucune défaite en saison régulière ;
- l'université de Denver située à Denver dans le Colorado et issue de la Mountain States Athletic Conference (MSAA) : 5 victoires, 5 défaites et 1 nul en saison régulière.

Les Cowboys de Hardin-Simmons étaient dirigés par coach Warren Woodson tandis que les Pioneers de Denver l'étaient par coach Cac Hubbard.
Le match est à sens unique et voit la victoire de Cowboys sur le score de 20 à 0.
Les points ont été inscrits par RB Rudy Mobley (2 TD) , TE Jack Boles (1 TD) et punter Tony Puntus ( 2 des 3 extra points tentés). 

## Non reconduction
Les organisateurs espéraient réunir 10,000 spectateurs mais il n'y en eut finalement que 3,730 dans un stade pouvant en accueillir 23,000. Ce fut donc un échec financier si bien qu'un second match ne sera jamais organisé. 
Il faudra attendre 1993 pour qu'un bowl soit de nouveau organisé à San Antonio. Celui-ci se déroulera à l'Alamodomo et deviendra l'Alamo Bowl moderne toujours organisé actuellement.